# Žitavany
Žitavany é um município da Eslováquia, situado no distrito de Zlaté Moravce, na região de Nitra. Tem 18,2 km² de área e sua população em 2018 foi estimada em 1.890 habitantes.

## Demografia
| Ano:        | 1994 | 2004 | 2014   | 2024   |
| ----------- | ---- | ---- | ------ | ------ |
| Broj ljudi: | 0    | 1818 | 1930   | 1804   |
| Razlika:    |      | –    | +6,16% | -6,52% |

| Ano:               | 2023 | 2024   |
| ------------------ | ---- | ------ |
| Número de pessoas: | 1825 | 1804   |
| Diferença:         |      | -1,15% |